# О’Нил, Томми
Томас Патрик О’Нил (англ. Thomas Patrick O'Neil; 25 октября 1952 — 1 мая 2006), также известный как Томми О’Нил (англ. Tommy O'Neil) — английский футболист, правый защитник.

## Биография
Уроженец Сент-Хеленса, О’Нил с детства увлекался как футболом, так и регбилиг, выступая за школьные сборные Англии соответствующих видов спорта, но в итоге решил сконцентрироваться на футболе. В 1968 году подписал любительский контракт с «Манчестер Юнайтед». В ноябре 1969 года подписал свой первый профессиональный контракт. В основном составе «Юнайтед» дебютировал в последнем матче сезона 1970/71: это было манчестерское дерби против «Манчестер Сити» на «Мейн Роуд» 5 мая 1971 года. Это был последний матч, который «Юнайтед» провёл под руководством Мэтта Басби. «Юнайтед» одержал в том дерби победу со счётом 4:3 благодаря голам «святой троицы» — Бобби Чарльтона, Дениса Лоу и «дублю» Джорджа Беста.
В сезоне 1971/72 был основным правым защитником команды, сыграв 50 матчей во всех турнирах. После назначения главным тренером Томми Дохерти в декабре 1972 года, а также из-за травмы, стал реже попадать в основной состав (Дохерти предпочитал на позиции правого защитника другого молодого воспитанника «Юнайтед» Тони Янга), и в марте 1973 года отправился в аренду в «Блэкпул».  Провёл за «Блэкпул» семь матчей. После окончания аренды вернулся в «Юнайтед», но больше за основной состав не играл. В общей сложности провёл за «Манчестер Юнайтед» 68 матчей.
В августе 1973 года в ранге свободного агента стал игроком клуба «Саутпорт». Выступал за команду на протяжении пяти лет, сыграв 197 матчей и забив 16 мячей.
В 1978 году перешёл в «Транмир Роверс». Провёл в клубе два сезона, сыграв 74 матча и забив 10 мячей.
В 1980 году стал игроком клуба «Галифакс Таун». В 1982 году завершил карьеру игрока, после чего работал тренером, в том числе в футбольной академии «Манчестер Юнайтед», тренируя детские и юношеские команды клуба от 9 до 16 лет.
Умер 1 мая 2006 года в возрасте 53 лет.